# A Passagem da Noite
A Passagem da Noite s una pel·lícula portuguesa de Luís Filipe Rocha. És una pel·lícula coming-of-age on també aborda la manera com la societat tracta els embarassos no desitjats i la sida.

## Argument
La Mariana, una estudiant de secundària, té 17 anys i viu als afores de Lisboa. Un dia és violada per un drogodependent. Quan es queda embarassada, s'enfronta a una situació desesperada: la por, la vergonya i la ràbia li impedeixen recórrer als altres, ni als seus pares, ni al seu xicot ni als seus amics, ni a la policia ni a la justícia. Ella decideix mantenir en secret el que va passar i aguantar-ho tot sola.
Només un detectiu tossut, que esdevé una mena d'àngel de la guarda per a ella, i una prostituta pragmàtica acompanyen Marianna en la seva transformació secreta d'adolescent a adulta, que la guien en el seu fatídic camí des de sobreviure a una violació fins a un embaràs no desitjat fins a una possible infecció de VIH/sida.

## Repartiment
- Leonor Seixas - Mariana
- João Ricardo - Vítor
- João Pedro Vaz - Salvador
- Maria João Falcão - Teresa
- Cristovão Campos - Luís
- Maria d'Aires - Maria
- Pompeu José - José
- Maria Rueff - Clàudia
- Luísa Salgueiro - Celeste
- Cecília Guimarães - tia de Salvador
- Fernando Heitor - Professor de Filosofia
- Paula Pedregal - Professora de portuguès
- Ana Bustorff - Professora d'història
- John Jesus Romão - Jorge
- Luís Areias - Estudiant

## Producció
La pel·lícula va ser produïda per Madragoa Films i la RTP, amb la participació financera de l'Instituto do Cinema e do Audiovisual (ICAM). Va ser filmat en diversos llocs de Cascais i Lisboa.
Per a l'actriu principal Leonor Seixas va ser el primer paper en una pel·lícula portuguesa. Maria Rueff, coneguda sobretot pels papers còmics, es pot veure aquí en un paper seriós, mentre que altres actors de renom també apareixen en papers secundaris, en particular Virgílio Castelo i Rogério Samora.
La banda sonora prové del compositor portuguès Luís Cília, Paulo Branco va produir la pel·lícula.

## Recepció
Després d'una preestrena el 28 de maig de 2003 al Cinema São Jorge de Lisboa, la pel·lícula es va estrenar als cinemes portuguesos el 30 de maig de 2003, on va aconseguir un èxit respectable amb 9.682 entrades donada la difícil temàtica.
Després també es va projectar en diversos festivals de cinema, on es va presentar al Caminhos do Cinema Português de Coimbra i a la XXV edició de la Mostra de València, on va guanyar la Palmera de Plata, el premi Pierre Kast al millor guió i el premi a la millor actuació femenina per Leonor Seixas.
Els crítics de cinema van rebre el treball positivament. El guió consistent va ser especialment elogiat.
La pel·lícula va ser estrenada a Portugal l'any 2004 per Lusomundo com a DVD